# Yves Thuillier
 (mai 2021).
Pour les articles homonymes, voir Thuillier.
Yves Thuillier est un acteur français né le 30 janvier 1959 à Neuilly-sur-Seine.

## Filmographie

### Cinéma
- 1980 : Anthracite : Scittivaux

- 1981 : Comment draguer toutes les filles... : Alain
- 1983 : Les Branchés à Saint-Tropez : Antoine
- 1984 : Comment draguer toutes les mecs... : Luc

### Télévision
- 1978 : Il était un musicien : Monsieur Satie : Georges Auric